# Air Finland

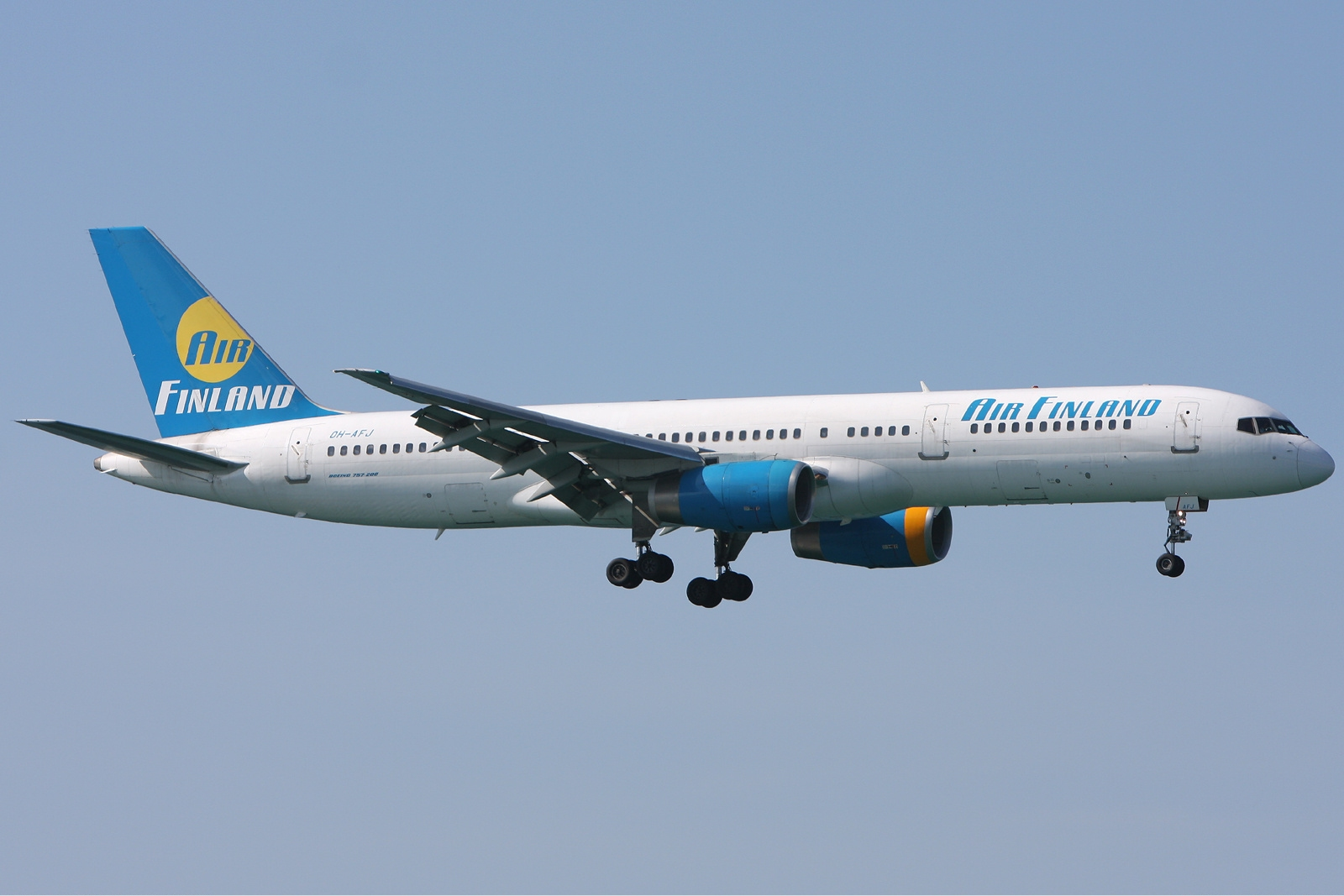

Air Finland (Nom officiel : Oy Air Finland Ltd) était une compagnie aérienne finlandaise à bas coûts, basée à l'aéroport d'Helsinki-Vantaa.

## Histoire
Air Finland a été fondée en janvier 2002 et a commencé ses vols le 3 avril 2003. Durant la première année d'opération, elle a transporté 89 000 passagers d'Helsinki à Nice, Barcelone, Malaga, Faro, Funchal, Tenerife et Las Palmas, entre autres. En 2011, le nombre de passagers transportés s'était monté à 400 000. Sa flotte était composée de trois Boeing 757.
Le 27 juin 2012, la compagnie a fait faillite. Elle en a notamment donné pour raisons les prix élevés du carburant et une insuffisance de capitaux.